# Tula (Messico)
Tula è un sito archeologico che in passato fu la capitale dello stato dei Toltechi che si è sviluppò nella zona centrale del Mesoamerica durante il periodo compreso tra la caduta della città di Teotihuacan e la fondazione di Tenochtitlán, capitale dell'Impero Azteco. La città, situata nella zona sud-ovest dell'attuale stato messicano di Hidalgo, ebbe un notevole potere politico nel periodo tra il X e il XII secolo, arrivando a influenzare regioni lontane come la Penisola dello Yucatán, il Nicaragua e l'El Salvador.
I resti della città precolombiana si trovano nella città di Tula de Allende, nel sud dello stato di Hidalgo, e fanno parte dell'attuale Parco Nazionale di Tula.

## Storia

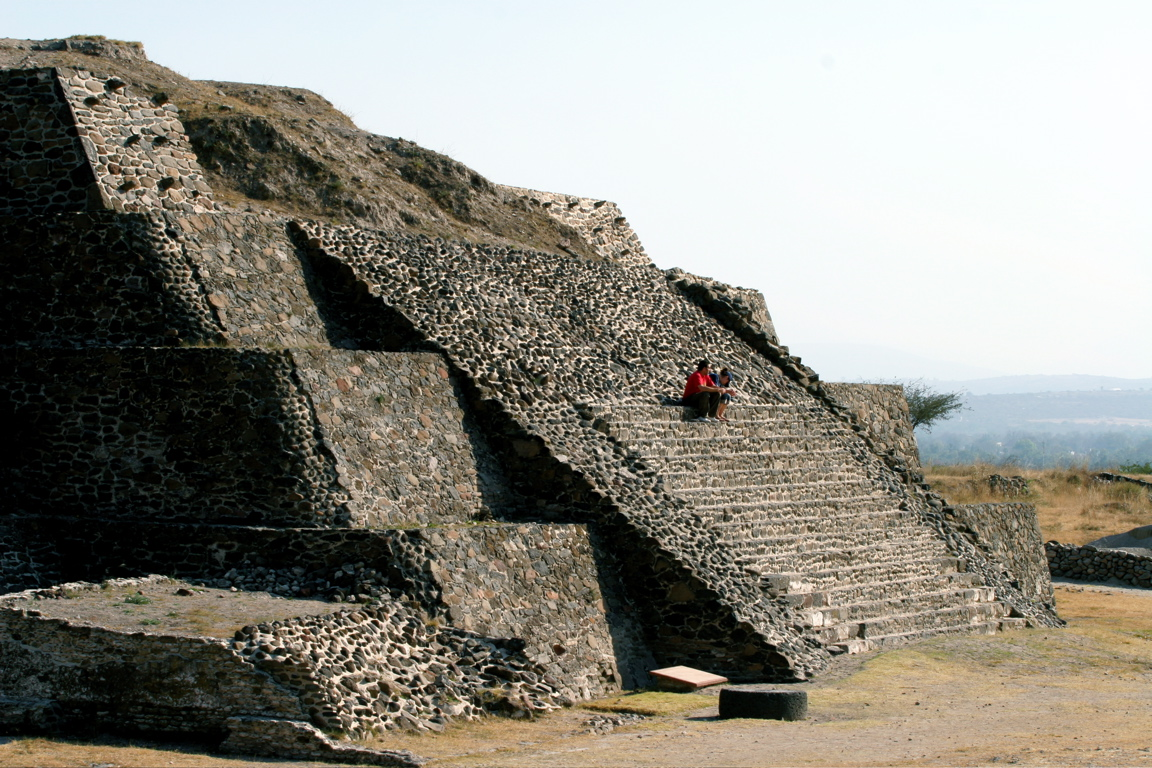
La piramide C, nel centro cerimoniale di Tula.

Già a partire dal I millennio a.C. in Messico venivano narrate leggende riguardanti Quetzalcoatl (Serpente Piumato) ma fu a Tula che il dio divenne umano e fu riconosciuto come re-sacerdote.
L'antica città di Tula fiorì tra il X e il XII secolo prima dell'ascesa di città-stato come Tenochtitlan. Nel periodo di massimo splendore la città ospitava circa 35 000 abitanti. I documenti ritrovati dagli archeologi descrivono Tula come una città ricca di piramidi a gradoni, con strade residenziali disposte a griglia e due campi adibiti al gioco della palla mesoamericano (sport che aveva delle connotazioni rituali). Nei documenti ritrovati è inoltre possibile leggere racconti sugli agricoltori del luogo e sulle fiorenti colture di mais, cotone e zucca.
Nella città c'erano anche dei particolari edifici deputati a contenere i tesori inviati come tributo dalle città vassalle e ognuno di questi era di differente fattura. Si narra infatti che vi fossero, un edificio d'oro, uno di conchiglie, uno di turchesi e uno di piume verdi-dorate e blu-viola, che si rifacevano al colore del piumaggio del Quetzal, un uccello tropicale.

### Il Re leggendario di Tula
In Nahuatl, la lingua indigena del Messico centrale, quetzalli significa lunga piuma verde e coatl serpente ed è da questa unione di nomi che nasce Quetzalcoatl, la figura leggendaria dalla quale discendono tutti i popoli mesoamericani e con la quale Tula ha intrecciato la sua storia entrando di diritto nella leggenda. Infatti, il re fondatore di Tula prese il nome Quetzacòatl innalzandosi quindi al grado di divinità e istituendo un modello di comportamento per gli altri sovrani. Tuttavia Topiltzin (in principio era questo il nome del re), che era visto come un re-sacerdote il quale sacrificava solo serpenti, uccelli e farfalle, dovette vedersela con il nascente potere di Tezcatlipoca, un mago che non mancava di sacrificare umani per i suoi rituali. Fu così che in città si andarono a formare due fazioni. Secondo gli archeologi fu proprio questa la causa della distruzione di Tula, poiché sono stati trovati resti scheletrici di uomini uccisi in battaglia ed è quindi ipotizzabile uno scontro tra le due fazioni. Ma la leggenda vuole che Tezcatlipoca convinse il re a bere succo di cactus fermentato facendolo ubriacare e inducendolo a compiere incesto con sua sorella. A quel punto il re di Tula, sopraffatto dal rimorso decise di andare in esilio. Esistono diverse versioni di quello che accadde dopo. In una versione, molti sostenitori di Quetzalcoatl congelarono su un valico di montagna coperto di neve e Quetzalcoatl proseguì il viaggio da solo fino al Golfo del Messico. In un'altra versione, Quetzalcoatl, vestito con preziosi abiti di piume e una maschera turchese, si diede fuoco e si levò dalla pira funeraria come stella mattutina. Un'altra versione ancora lo fa navigare su una zattera di serpenti di legno, promettendo di tornare. 
Una diversa tradizione, narra che, poiché Quetzalcoatl pensava di avere un volto orribile si lasciò crescere l barba e indossò una maschera bianca. Questa versione diede origine all'idea, screditata, che il re azteco Montezuma aprisse la città a Hernan Cortés poiché pensava fosse Quetzacòatl che tornava dal suo popolo.